# Peter Olsen
Peter Richard Olsen (Sorø, 31 de octubre de 1911-Sorø, 13 de febrero de 1956) fue un deportista danés que compitió en remo.
Participó en los Juegos Olímpicos de Berlín 1936, obteniendo una medalla de plata en la prueba de dos sin timonel. Ganó siete medallas en el Campeonato Europeo de Remo entre los años 1929 y 1938.

## Palmarés internacional
| Juegos Olímpicos   | Juegos Olímpicos         | Juegos Olímpicos  | Juegos Olímpicos   |
| Año                | Lugar                    | Medalla           | Prueba             |
| ------------------ | ------------------------ | ----------------- | ------------------ |
| 1936               | Berlín (Alemania)        | Medalla de plata  | Dos sin timonel    |
| Campeonato Europeo |                          |                   |                    |
| Año                | Lugar                    | Medalla           | Prueba             |
| 1929               | Bydgoszcz (Polonia)      | Medalla de plata  | Cuatro con timonel |
| 1930               | Lieja (Bélgica)          | Medalla de oro    | Cuatro con timonel |
| 1931               | París (Francia)          | Medalla de plata  | Cuatro con timonel |
| 1932               | Belgrado (Yugoslavia)    | Medalla de plata  | Cuatro con timonel |
| 1933               | Budapest (Hungría)       | Medalla de oro    | Cuatro sin timonel |
| 1937               | Ámsterdam (Países Bajos) | Medalla de plata  | Dos sin timonel    |
| 1938               | Milán (Italia)           | Medalla de bronce | Dos sin timonel    |